# Старт (НПП)
АО «НПП «Старт» имени А. И. Яскина (бывш. Государственное конструкторское бюро компрессорного машиностроения Министерства авиационной промышленности/ГКБ КМ МАП, Специальное конструкторское бюро № 203/СКБ-203 ГКАТ, Машиностроительное конструкторское бюро «Старт»/МКБ «Старт») — российское предприятие по разработке пусковых устройств ракет для зенитно-ракетных комплексов ПВО и ПРО, корабельных пусковых установок, авиационных пусковых и катапультных установок. комплексов наземного обслуживания ракетных систем морского и воздушного базирования.
За время своего существования «Старт» разработал и передал в производство более 320 передовых образцов вооружений.
На «Старте» реализован полный цикл создания изделий — от формирования технических предложений на разработку до изготовления опытных образцов и проведения испытаний. По ряду изделий на предприятии организовано серийное производство. Также предприятие серийно выпускает гражданскую продукцию — оборудование для подразделений ДПО. Входит в холдинг «Технодинамика» госкорпорации  «Ростех».
Из-за вторжения России на Украину предприятие находится под санкциями всех стран Евросоюза, США, Украины, Новой Зеландии и Японии.

## История
История предприятия началась 5 декабря 1949 года, когда Совет Министров СССР принял Постановление о создании Специального Конструкторского Бюро (СКБ) по разработке и опытному производству наземной ракетной техники для Сухопутных войск и Военно-Морского Флота. Так, появилось СКБ-203.
В 1954 году начальником и главным конструктором СКБ был назначен Александр Иванович Яскин, который сделал конструкторское бюро, не имевшее своей территории и производственной базы, крупным научно-техническим предприятием по созданию военной продукции. Александр Иванович возглавлял предприятие 32 года, под его руководством и при непосредственном участии разработаны, испытаны и переданы в серийное производство сотни образцов военной техники для всех родов войск. Среди них известные всему миру боевая машина реактивной системы залпового огня «Град», стартовое и наземное оборудование зенитных ракетных комплексов «Круг», «Куб», «Оса», «Тор», «Бук», С-300В, «Кинжал» «Штиль», внутрифюзеляжные многопозиционные катапультные установки стратегической авиации и многие другие.
С 1965 года СКБ-203 передается Министерству авиационной промышленности.
В 1966 году предприятие переименовывается в Государственное конструкторское бюро компрессорного машиностроения (ГКБ КМ).
В 1984 году за большой вклад в обеспечение обороноспособности государства предприятие было награждено орденом Трудового Красного Знамени.
В 1990 году переименовано в МКБ «Старт».
В 1994 году предприятие преобразовано в открытое акционерное общество «Научно-производственное предприятие „Старт“» (ОАО «НПП „Старт“»).
С 1986 по 2011 год генеральным директором предприятия был Муратшин Геннадий Михайлович, сумевший не только сохранить коллектив в сложное перестроечное время, но и научиться эффективно работать в рыночных условиях.
С 2009 года предприятие входит в состав Госкорпорации Ростех и Холдинга «Авиационное оборудование».
В январе 2014 года ОАО «НПП „Старт“» присвоено имя Александра Ивановича Яскина (ОАО «НПП „Старт“ им. А. И. Яскина»).
С начала 2017 года предприятие возглавляет Идрисов Ринат Махмутович.

## Экономические показатели
По итогам 2016 года выручка  НПП «Старт» выросла в 1,2 раза и составила более 5,2 млрд. рублей. Прибыль от продаж выросла на 39% и достигла уровня 1 млрд 12 млн. руб. Чистая прибыль предприятия составила 222,8 млн. рублей.
В 2017 году планируется увеличить объем реализации продукции до 6,5 млрд руб., а чистую прибыль до 809,7 млн. руб. Большая часть поступлений будет обеспечена за счет выполнения государственного оборонного заказа (остальное — экспортные поставки).
НПП «Старт» им. А.И. Яскина успешно реализует инвестиционные проекты в рамках Федеральной целевой программы (ФЦП) «Развитие ОПК РФ на период 2011–2020 гг.».
До конца 2017 года будут введены в эксплуатацию новые цеха по сборке транспортных и транспортно-заряжающих машин для зенитно-ракетных комплексов «Тор», «Бук», С-300 и С-400.
Проведение модернизации предприятия по программе ФЦП позволит увеличить производительность сварочного и механообрабатывающего оборудования до двух раз, на 37% — объем производства изделий, на 70% сократить объем изготовления деталей и сборочных единиц по кооперации, до 2 раз увеличить мощности окрасочного производства и на 40% сократить дефекты окраски при производстве. Кроме того, будут внедрены технологии очистки гидравлических соединений в соответствии с современными авиационными ГОСТами, внедрены технологии сборки всех видов жгутовой продукции, что снизит кооперацию на 90% по данной номенклатуре. На реализацию инвестиционного проекта в рамках ФЦП, включающего возведение объектов капитального строительства, реконструкцию и модернизацию существующих производственных мощностей, с 2012 по 2017 годы предприятию выделено порядка 1,13 млрд. рублей. Из них 918,7 млн. рублей — средства федерального бюджета, остальное — средства организации.
В рамках собственных инвестиционных проектов предприятие ведет проекты по усовершенствованию испытательной базы, обновлению станочного парка и модернизации инфраструктурных объектов.

## Продукция

### Военная продукция
НИОКРы по всему спектру выпускаемых изделий;
- пусковые установки  реактивных систем залпового огня;
- пусковые установки  ЗРК ПВО и ПРО;
- корабельные  пусковые  установки  ракет;
- авиационные пусковые и катапультные установки ракет;
- комплексы наземного  обслуживания ракет;
- транспортные, заряжающие и транспортно-заряжающие машины   для зенитно-ракетных комплексов «Тор», «БУК», «С-300», «С-400»;

### Гражданская продукция
- Ранцевый огнетушитель «Роса»
- Пожарный модуль «Спас» — предназначен для добровольной пожарной охраны в сельских поселениях, дачно-строительных кооперативах, садоводческих товариществах.

### Участие в конкурсах. Номинации. Награды
В 2014 году НПП «Старт» было признано лидером Свердловской области в сфере управления персоналом. Предприятие победило в номинации «Человеческий капитал» конкурса «Достижение-2014», который проходил в рамках Международной промышленной выставки «Иннопром-2014». А ведущий конструктор НПП «Старт» Вячеслав Иванов был удостоен Премии имени Черепановых за разработки для боевых ракетных комплексов «Прима», «Штиль» и т.д.
Система менеджмента качества НПП «Старт» в части разработки, производства, реализации, ремонта, технического обслуживания, установки и монтажу вооружения и военной техники соответствует требованиям государственного военного стандарта ГОСТ ISO 9001-2001, РВ 0015-002-2012, в котором учтены требования Министерства обороны к производителям военной техники.
Система охраны труда НПП «Старт» признана соответствующей международным стандартам безопасности OHSAS 18001:2007 «Системы менеджмента профессионального здоровья и безопасности».